# Jerzy Jaworowski

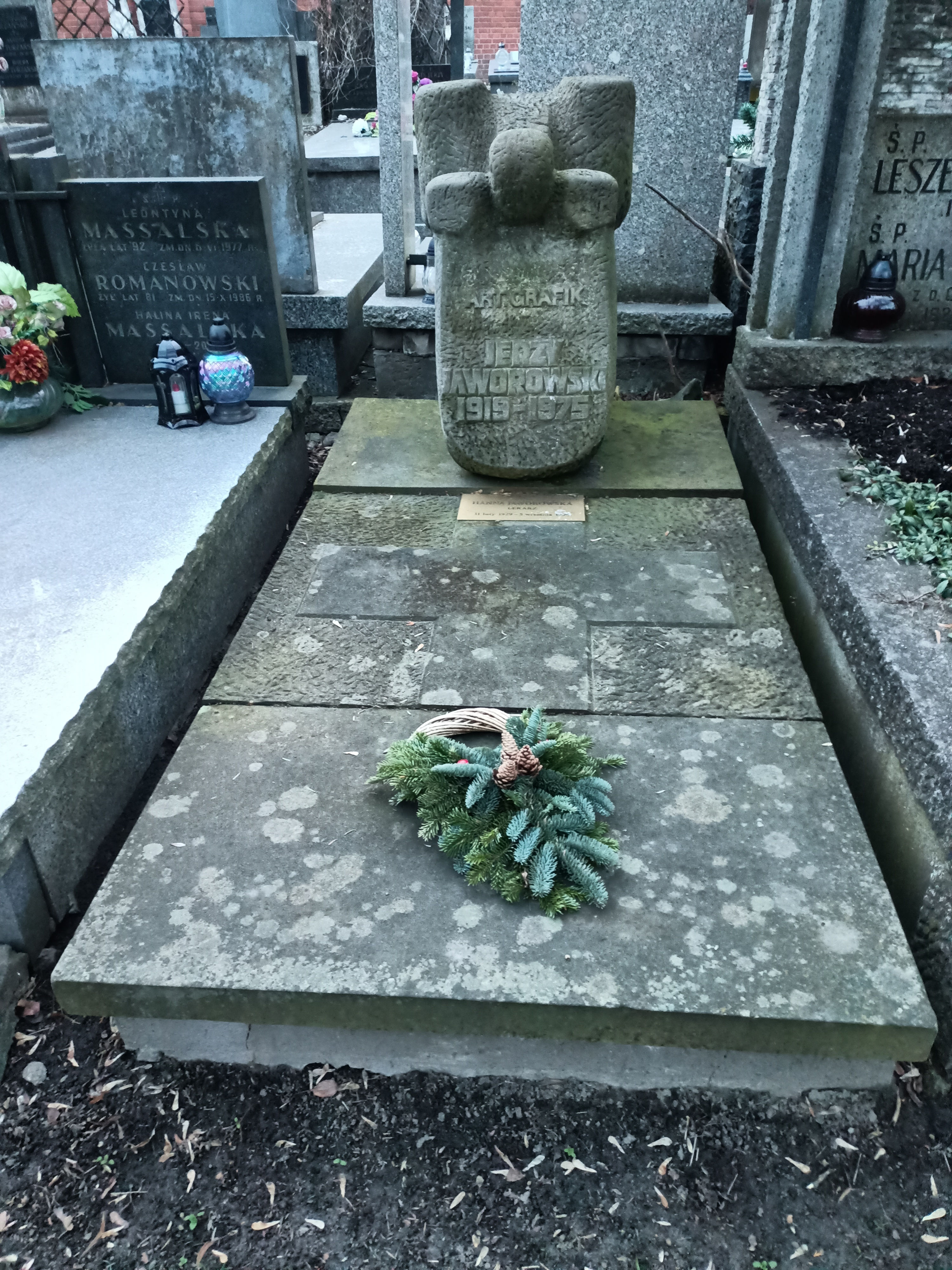
Grób Jerzego Jaworowskiego na Cmentarzu Powązkowskim

Jerzy Jaworowski (ur. 11 września 1919 w Augustowie, zm. 1975 w Warszawie) – polski grafik, ilustrator książkowy, twórca plakatów i projektant znaczków pocztowych.

## Życiorys
Był synem Jana Jaworowskiego, lekarza powiatowego w Augustowie i działacza społecznego (zm. w 1935), oraz jego drugiej żony, Heleny z d. Heybowicz (zm. w 1945). Miał dziewięć sióstr i młodszego o osiem lat brata. Sam był najstarszy z rodzeństwa.
Mając 19 lat, we wrześniu 1939 rozpoczął naukę na kursie sanitarnym w Szkole Podchorążych. Po agresji ZSRR na Polskę, chcąc uniknąć wcielenia do Armii Czerwonej, próbował wraz z kolegami przedostać się do Warszawy. Schwytani przez Niemców i przekazani Rosjanom, zostali następnie skazani i zesłani do łagru w okolicach Archangielska na Syberii.
W 1948, po ośmiu latach katorżniczej pracy drwala-zesłańca, został zwolniony i wrócił do Polski. Niemal od razu podjął studia w Akademii Sztuk Pięknych w Warszawie. Początkowo kształcił się w pracowni grafiki książkowej u Jana Marcina Szancera, a od 1952 w pracowni plakatu (ówczesnej Pracowni Projektowania Grafiki Propagandowej), kierowanej przez Henryka Tomaszewskiego. Uczelnię ukończył w 1955.
Zajął się głównie projektowaniem sztuki użytkowej, obejmującej takie dziedziny jak plakat, znak graficzny i opracowanie graficzne książek – okładki, obwoluty oraz ilustracje. Okazjonalnie projektował także znaczki pocztowe dla Poczty Polskiej. Mniej więcej od połowy lat 60. poświęcił się jednak wyłącznie książce. Opracował blisko 400 pozycji. Współpracował z szeregiem wydawnictw, m.in. Państwowym Instytutem Wydawniczym, Czytelnikiem, Iskrami, Ludową Spółdzielnią Wydawniczą i Krajową Agencją Wydawniczą.

Henryk Tomaszewski: W naszym użytkowym fachu zawsze jest się tragarzem i trzeba te meble nosić pod wskazane adresy. Ale on nie podlizywał się ani wydawcy, ani pisarzowi. W tym co robił, był zawsze niepodległy. Przy pracy nad literaturą włączał motor własnej refleksji, i gdzieś go ona wiodła samotnymi ścieżkami. Bardzo dużo czytał, miał całkowicie swoistą inteligencję odczytywania świata i piszącego.

### Choroba i śmierć
Przez wiele lat chorował na białaczkę. Zmarł przedwcześnie w wieku 55. lat. Został pochowany na cmentarzu Powązkowskim w Warszawie (kwatera 130-1-11).

## Wybrana twórczość

### Plakaty
- W pogoni za żółtą koszulką, 1954
- Dni oświaty, książki i prasy, 1955
- Biały pudel, 1955
- Włóczęga, 1955
- Jesienne drużynowe biegi przełajowe, 1955
- Bel Ami, 1956
- Pan inspektor przyszedł, 1958
- Alibi, 1957
- Wyznania hochsztaplera Feliksa Krulla, 1958
- Faustyna, 1958
- Szpieg z Tajwanu, 1958
- Marzenie, 1959
- Fałszerz, 1959
- Gdy umilkły działa, 1959
- Piękna młynarka, 1959
- Dzieje miłości, 1960
- Strzał na bagnach, 1960
- Czerwony sygnał, 1960
- Kolorowe melodie, 1961
- Przebudzenie, 1961
- Dama pikowa, 1961
- Wielka tajemnica, 1961
- Skłóceni z życiem, 1961
- Koniec drogi, 1961
- Ludzie błękitnego płomienia, 1962
- Ostatni świadek, 1962
- Melonik i muzy, 1962
- Bitwa o Kozi Dwór, 1962
- Sami zakochani, 1963
- Nie jedzcie stokrotek, 1964
- Zgliszcza Radopolje, 1964
- Żywi i martwi, 1964

### Ilustracje i opracowania graficzne książek
- Stryj Juliusz, aut. Guy de Maupassant, wyd. Czytelnik, 1954
- Pożegnania, aut. Julia Hartwig, wyd. Czytelnik, 1956
- Kartki sportowe (okładka), aut. Adolf Rudnicki, wyd. Czytelnik, 1956
- Młodym (obwoluta), aut. Władimir Majakowski, wyd. Iskry, 1967
- Widziałem i słyszałem, aut. Janusz Makarczyk, wyd. Czytelnik, 1957
- Rozmowy z milczeniem, aut. Pola Gojawiczyńska, wyd. Czytelnik, 1957
- Opowiadania, aut. Pola Gojawiczyńska, wyd. Czytelnik, 1958
- Dancing, karnet balowy, aut. Maria Pawlikowska-Jasnorzewska, wyd. Czytelnik, 1958
- Zew krwi (okładka), aut. Jack London, wyd. Iskry, 1958
- Nowele (obwoluta i karta tytułowa), aut. Samuel Beckett, wyd. Czytelnik, 1958
- Parasol noś i przy pogodzie (aforyzmy chińskie, japońskie, arabskie i perskie), wyd. Czytelnik, 1959
- Po burzy, aut. Kornel Filipowicz, wyd. Czytelnik, 1959
- Dzień bohatera • Opowiadania (obwoluta), aut. Jan Józef Szczepański, wyd. Czytelnik, 1959
- Gwałt na Melpomenie (tom 1–2, oprawa i obwoluta), aut. Antoni Słonimski, wyd. Czytelnik, 1959
- Pod gołym niebem (okładka i obwoluta}, aut. Mark Twain. wyd. Iskry, 1960
- Poezje i satyry, aut. Światopełk Karpiński, wyd. Czytelnik, 1961
- Dafnis i Chloe, aut. Longos, wyd. Czytelnik, 1962
- W poszukiwaniu stylu epoki • Współczesne przemiany cywilizacyjno-techniczne a nowe formy w sztuce i architekturze, aut. Jerzy Kossak, wyd. Iskry, 1963
- Do raju i z powrotem, aut. Jan Józef Szczepański, wyd. Czytelnik, 1964
- Polana, aut. Igor Sikirycki, wyd. Biuro Wydawnicze „Ruch”, 1964
- Basia nad biegunem, aut. Lucjan Wolanowski, wyd. Biuro Wydawnicze „Ruch”, 1964
- Biały Kieł, aut. Jack London, wyd. Iskry, 1964
- Rękopis znaleziony w Saragossie, aut. Jan Potocki, wyd. Czytelnik, 1965
- Myszy i ludzie, aut. John Steinbeck, wyd. Czytelnik, 1965
- Curwood – Włóczęgi północy • Władca Skalnej Doliny • Szara Wilczyca • Bari, syn Szarej Wilczycy, aut. James Oliver Curwood, wyd. Iskry, 1965
- Trylogia, aut. Henryk Sienkiewicz, wyd. PIW, 1966
- Zielone piekło, aut. Raymond Maufrais, wyd. Iskry, 1966
- Troska i pieśń, aut. Władysław Broniewski, wyd. Czytelnik, 1967
- Działa Nawarony (okładka), aut. Alistair MacLean, wyd. Iskry, 1967
- Portrety imion • Wiersze, aut. Kazimiera Iłłakowiczówna, wyd. Wydawnictwo Poznańskie, 1968
- Kiełbie we łbie (okładka), aut. Stanisław Zieliński, wyd. Iskry, 1968
- Ja to ktoś inny • Korespondencja Artura Rimbaud , aut. Arthur Rimbaud, wyd. Czytelnik, 1970
- „Polska proza współczesna” (seria), wyd. PIW, 1970–1976
- „Polska poezja współczesna” (seria), wyd. PIW, 1970–1976
- Widnokres, aut. Tadeusz Śliwiak, wyd. PIW , 1971
- Dystans, aut. Jacek M. Hohensee, wyd. Iskry, 1971
- Nastanie święto i dla leniuchów, aut. Julian Kornhauser, wyd. Iskry, 1972
- Polowanie na cietrzewie, aut. Stanisław Grochowiak, wyd. PIW, 1972
- Rzeźnia numer pięć, aut. Kurt Vonnegut jr., wyd. PIW, 1972
- Tynset, aut. Wolfgang Hildesheimer, wyd. PIW, 1973
- Pożycz nam męża, Poopy, aut. Graham Greene, wyd. PIW, 1973
- Najlepsze po raz drugi, aut. Maria Ślipek, wyd. Iskry, 1974
- Huzar na dachu, aut. Jean Giono, wyd. PIW, 1974
- Ballada o Peckham Rye, aut. Muriel Spark, wyd. PIW, 1974
- Sto lat samotności, aut. Gabriel García Márquez, wyd. PIW, 1974
- Gdziekolwiek pójdę... (okładka), aut. Kazimierz Ratoń, wyd. Iskry, 1974
- Sprawa osobista, aut. Kenzaburo Oë, wyd. Państwowy Instytut Wydawniczy, 1974
- Baśnie, aut. Hans Christian Andersen, wyd. (jubileuszowe) PIW, 1975
- Kółko graniaste, aut. Joanna Pollakówna, wyd. KAW, 1975
- Prawda o górniku Pstrowskim (okładka), aut. Janusz Roszko, wyd. Iskry, 1975
- Utwory poetyckie, aut. Julian Przyboś, wyd. LSW, 1975
- Stało się jutro – Metoda doktora Quina • Piąty stan materii, aut. Anatol Dnieprow, wyd. Nasza Księgarnia, 1976

### Znaczki pocztowe
- Mistrzostwa Świata w Klasie Finn (seria), 1965
- Mistrzostwa Świata w Piłce Nożnej (seria), 1966
- XI Szybowcowe Mistrzostwa Świata • Leszno 1968 (seria), 1968
- Seria sportowa poolimpijska (seria), 1969
- Wycinanki ludowe (seria), 1971

## Wyróżnienia
- „Najładniejszy znaczek w 1965 roku” w plebiscycie pisma „Filatelista” – Mistrzostwa Świata w Klasie Finn (nr kat. 1385)[3]